# Église Notre-Dame de Lyon
Pour les articles homonymes, voir Église Notre-Dame.
L'église Notre-Dame de l'île Barbe est un édifice religieux situé dans le 9e arrondissement de la ville de Lyon en France, constituant l'un des uniques vestiges de l'ancienne abbaye de l'Île Barbe du Ve siècle, situé sur la même île. L'église en elle-même est construite au XIe ou XIIe siècle par les religieux de l'abbaye bénédictine de l'île.
L'église et les restes du cloître font l'objet d’un classement au titre des monuments historiques depuis le 13 décembre 1993.